# Bill Auberlen

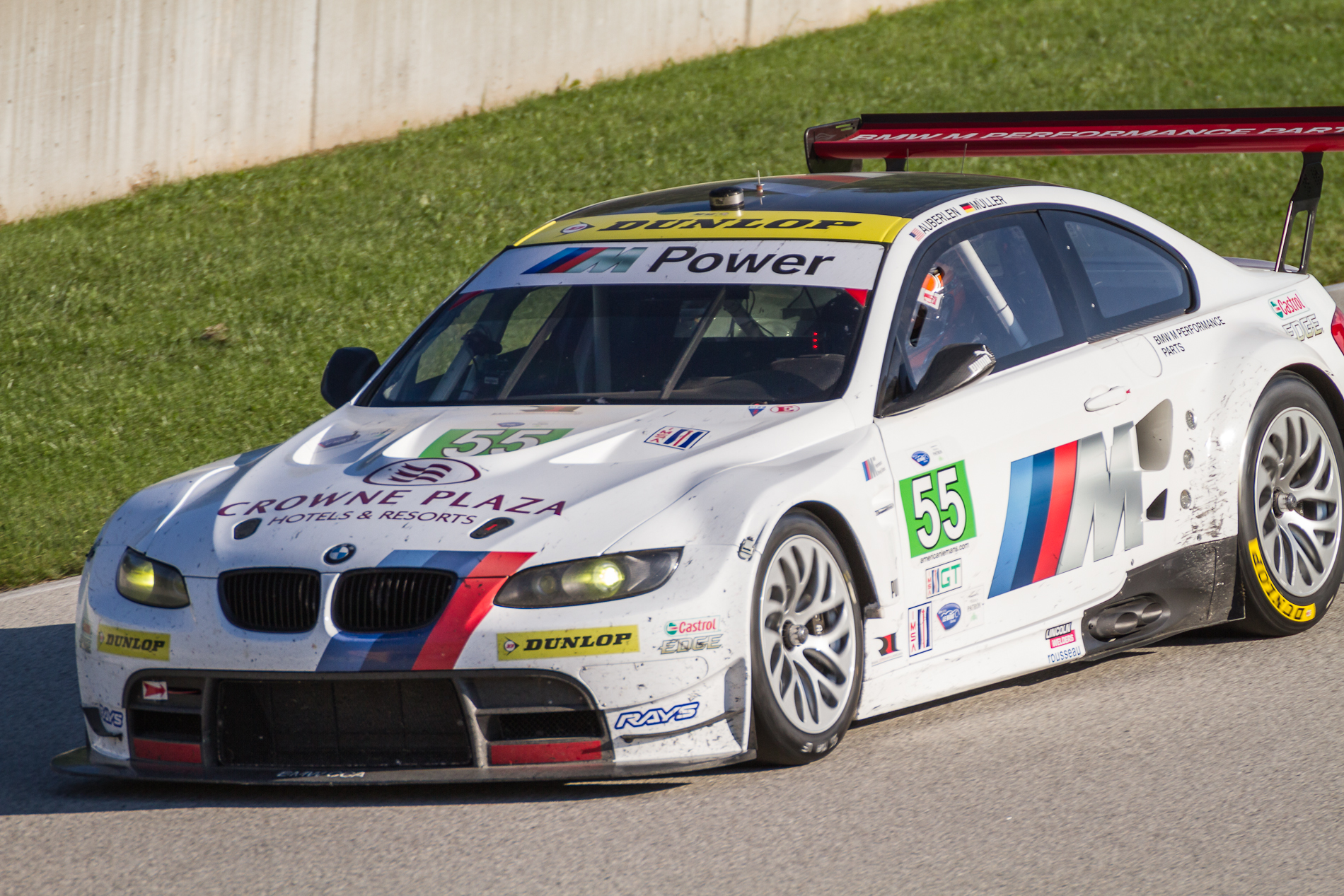
BMW M3 de Bill Auberlen en la American Le Mans Series 2012

Bill Auberlen (Redondo Beach, California, Estados Unidos, 12 de octubre de 1968) es un piloto de automovilismo de velocidad estadounidense que ha competido en el Campeonato IMSA GT, American Le Mans Series, Rolex Sports Car Series y el United SportsCar Championship, actualmente como piloto oficial de BMW. Fue campeón de la clase GT de la Rolex Series en 2002 y 2004.

## Primera etapa en BMW (1998-2001)
Auberlen debutó en las 24 Horas de Le Mans de 1998 con un McLaren F1, resultando cuarto absoluto junto a Tim Sugden y Steve O'Rourke. En 1999 participó con un BMW V12 LM junto a Steve Soper y Thomas Bscher, donde acabó quinto absoluto.
En 1999 disputó la American Le Mans Series con un BMW V12 LM oficial, logrando tres podios en la clase de prototipos, uno de ellos en Petit Le Mans. También corrió las 24 Horas de Daytona con un BMW M3 de PTG.
El piloto logró dos podios en la ALMS 2000 con BMW V12 LM oficial de Schnitzer. En paralelo, logró dos victorias en la clase GTU en seis carreras de la Rolex Sports Car Series con un BMW M3 del equipo Genesis.
Siguió con BMW en la ALMS 2001, pero ahora con un BMW M3 de la clase GT. Logró una victoria en Petit Le Mans junto a Boris Said y Hans-Joachim Stuck. En la Rolex Series fue sexto en las 24 Horas de Daytona y segundo en Lime Rock, en ambos casos con un BMW M3 del equipo Genesis.

## Panoz y Ferrari (2002)
Auberlen se convirtió en piloto oficial de Panoz en la ALMS 2002. Al volante de un Panoz LMP01 Evo de la clase LMP900, consiguió un tercer puesto como mejor resultado. También disputó las 24 Horas de Daytona con Panoz, donde abandonó. Por otra parte, volvió a la Rolex Series al pilotar una Ferrari 360, logrando el campeonato en la clase GT con cinco victorias.

## PTG (2003-2008)
En 2003 se dedicó principalmente al SCCA World Challenge, en el que resultó subcampeón de la clase GT con tres victorias al volante de un BMW M3, y campeón de la clase TC con cuatro victorias a los mandos de un BMW Serie 3. También corrió esporádicamente en otros campeonatos, logrando dos podios en la Rolex Series con un Doran Toyota de la clase Prototipos Daytona (DP).
El piloto volvió a correr regularmente en la Rolex Series 2004. Fue campeón de la clase GT, al conseguir ocho victorias con un BMW M3 del equipo PTG. Además, fue campeón de la clase TC del SCCA World Challenge con tres triunfos.
Auberlen logró tres victorias y cinco podios en la clase GT de la Rolex Series 2005 con BMW. También disputó el Grand-Am Challenge con BMW, logrando cinco victorias. Por otra parte, corrió en la ALMS con un Panoz Esperante oficial, logrando una victoria y un segundo puesto en la clase GT2. Además, disputó las 24 Horas de Le Mans para Panoz, abandonando tempranamente.
En 2006, Auberlen volvió a correr en la ALMS con un BMW M3 de PTG. Junto a Joey Hand, logró tres podios y acabó séptimo en el campeonato de pilotos de la clase GT. A su vez, disputó la Grand-Am Challenge con BMW, acumulando dos victorias y cinco podios. Por otra parte, participó en la Rolex Series aunque alternando entre las clases DP y GT.
El estadounidense siguió en PTG en la ALMS 2007, pero ahora con un Panoz Esperante oficial. Acompañado de Hand, obtuvo un tercer puesto y un quinto en la clase GT2. En tanto, se convirtió en piloto titular del equipo Sigalsport en la Rolex Series, logrando una victoria en la clase DP con un Riley BMW. También disputó el Grand-Am Challenge con BMW, consiguiendo tres victorias y cinco podios.

## Alex Job (2008)
En 2008 pasó a pilotar un prototipo Porsche del equipo de Alex Job en la Rolex Series, consiguiendo dos podios. También logró una victoria y cuatro podios en el Grand-Am Challenge.

## Rahal y Turner (2009-presente)
Auberlen se convirtió nuevamente en piloto oficial de BMW en la ALMS 2009, en este caso dentro del equipo Rahal. Allí logró una victoria junto a Hand al volante de un BMW M3 de la clase GT. En paralelo, disputó el Grand-Am Challenge con un BMW M6 de Turner, con que obtuvo una victoria y tres podios. También fue tercer piloto en un Riley BMW de Orbit en las 6 Horas de Watkins Glen de la Rolex Series.
Auberlen consiguió seis podios en la ALMS 2010 acompañado de Tommy Milner, aunque ninguna victoria, por lo que terminó cuarto en el campeonato de pilotos de la clase GT. Por su parte, siguió pilotando un M6 de Turner pero en la clase GT de la Rolex Series, logrando un triunfo y un segundo puesto acompañado de Hand.
En 2011, el piloto siguió en la ALMS con un BMW M3 oficial de Rahal. Obtuvo cinco podios junto a Dirk Werner, de modo que acabó quinto en el campeonato de pilotos de la clase GT. En paralelo, logró dos victorias en la clase GT de la Rolex Series, nuevamente con un BMW M6 de Turner. Además, obtuvo una victoria y cinco podios en el Grand-Am Challenge con Turner, en este caso a los mandos de un BMW M3.
Auberlen continuó compitiendo en tres categorías en 2012 para la marca BMW. En la ALMS consiguió una victoria y cuatro podios para Rahal junto a Jörg Müller, por lo que terminó décimo en el campeonato de pilotos de GT y segundo en el de equipos. En la Rolex Series obtuvo dos victorias y dos segundos puestos para Turner. Su compañero Paul Dalla Lana fue cuarto en el campeonato de pilotos, pero el estadounidense se ausentó en dos fechas y quedó relegado en la clasificación general. En el Grand-Am Challenge no subió a ningún podio.
Al volante del nuevo BMW Z4 oficial, el piloto ganó una carrera de la ALMS 2013 para Rahal unto a Maxime Martin, lo que lo colocó sexto en el campeonato de pilotos de la clase GT y segundo en el de equipos. En la Rolex Series venció en tres carreras para Turner con un BMW M3 junto a Dalla Lana. En el Grand-Am Challenge obtuvo una victoria y tres podios con su BMW M3. Por otra parte, pilotó un Aston Martin Vantage oficial de la clase GTE Pro en las 24 Horas de Le Mans junto a Pedro Lamy y Dalla Lana, aunque debió abandonar.
En 2014, Auberlen siguió como piloto oficial de BMW en la clase GTLM del nuevo United SportsCar Championship, junto con Andy Priaulx. Obtuvo tres podios, de forma que se ubicaron décimo en el campeonato. Auberlen siguió compitiendo en 2015 en la United SportsCar Championship, pero ahora con Dirk Werner como compañero de butaca. Lograron dos victorias en Long Beach y Austin, dos segundos puestos y un tercero, pero resultaron subcampeones por detrás de Patrick Pilet de Porsche.